# 福布斯彗星
福布斯彗星（37P/Forbes）是太陽系中的一顆週期彗星。1929年8月1日，亞歷山大·福布斯（Alexander F. I. Forbes） 在南非發現該彗星。
天文學家估計彗核直徑為1.9公里。

## 外部連結
- Orbital simulation （页面存档备份，存于） from JPL (Java) / Horizons Ephemeris （页面存档备份，存于）
- 37P/Forbes （页面存档备份，存于） – Seiichi Yoshida @ aerith.net
- 37P at Kronk's Cometography （页面存档备份，存于）
- 37P/Forbes （页面存档备份，存于） 2011 05 29, 2:55:09 UT; mag 18.0 N; C. Bell H47